# Dawid Piłat
Dawid Piłat (6 de febrero de 2002) es un deportista de Polonia que compite en atletismo. Ganó una medalla de oro en el Campeonato Europeo de Atletismo Sub-20 de 2021, en la prueba de lanzamiento de martillo.